# Дор (Буйский район)
Дор — село в Буйском районе Костромской области. Входит в состав Центрального сельского поселения

## География
Находится в северо-западной части Костромской области на расстоянии приблизительно 20 км на юго-запад по прямой от города Буй, административного центра района на правобережье реки Кострома.

## История
Известно с XVIII века. В селе находятся Покровская церковь (действующая, 1859 года постройки) и Богоявленская (1796 год постройки, руинированная). В 1872 году здесь был отмечен 1 двор, в 1907 году—7.

## Население
Постоянное население составляло 7 человек (1872 год), 58 (1897), 55 (1907), 176 в 2002 году (русские 97 %), 170 в 2022.